# Atman
Atman ou Átma (na escrita devanágari, आत्म ) é uma palavra em sânscrito que significa alma ou sopro vital.

## Na teosofia
Na teosofia, representa a Mônada, o 7º princípio na constituição setenária do Homem, o mais elevado princípio do ser humano. Para a teosofia, cada ser humano possui um Atman, ou espírito individual, que é um reflexo da Alma Universal. O Atman é a ideia abstrata de "eu próprio". Ele não difere de tudo o que está no cosmos, exceto pela autoconsciência.

## No hinduísmo
No hinduísmo, Atman é o mais elevado princípio humano, a Essência divina, sem forma e indivisível. A expressão também é utilizado no hinduísmo para expressar Brahman ou Paramatman. O Átma ou Atman  é um termo filosófico do hinduísmo, especificamente do Vedanta, usado para identificar a alma individual, ou "verdadeiro eu", traduzido como "Eu" para dar um caráter divino à alma individual, pois, segundo o Advaita Vedanta, o atma é idêntico ao Absoluto ou Brahman, e está além da identificação com a realidade fenomenal da existência mundana.
Essa é a tese defendida por Shankara, o pai do vedanta moderno, e fundamentada no conceito védico ancestral, não existindo diferença qualitativa entre o átma e o Brahman, uma que o aforismo dos upanishads diz: "o Brahman é tudo o que existe e não há nada além do Brahman". Segundo a tese do Dvaita Vedanta, a escola dualista de Madhva, a alma individual é sempre qualitativamente diferente do Brahman, por ele denominado Parabrahman. Essa versão é mais próxima do conceito teísta de alma defendido pelas seitas semíticas.

## No esoterismo
Na filosofia esotérica, é considerado uma ligação do ser humano com a hierarquia cósmica.

## No budismo e jainismo
No budismo, o conceito de Atman é explicitamente negado pelo conceito básico budista de Anatta (em páli; em sânscrito, Anatman). Apesar disso, o conceito é, por vezes, usado, geralmente sendo descrito como um obscurecimento ou obstáculo mental. O budismo e o jainismo praticamente defendem a mesma tese de Shankara, com pequenas modificações.

## Conceituações modernas
Vale a pena lembrar que o termo Atman diz respeito ao hinduísmo, budismo e sistemas de pensamentos originários da Índia. Qualquer outra reconceituação feita por outros sistemas de pensamento (por exemplo: teosofia, esoterismo, espiritismo etc.) pode estar conduzindo a um equívoco do termo original. Sendo recomendado aos praticantes desses sistemas buscarem palavras em seus idiomas originais para não conduzir as pessoas a equívocos quanto a esses termos, que já estão plenamente e claramente explicados dentro das doutrinas de origem.